# Pegnitz (Stadt)

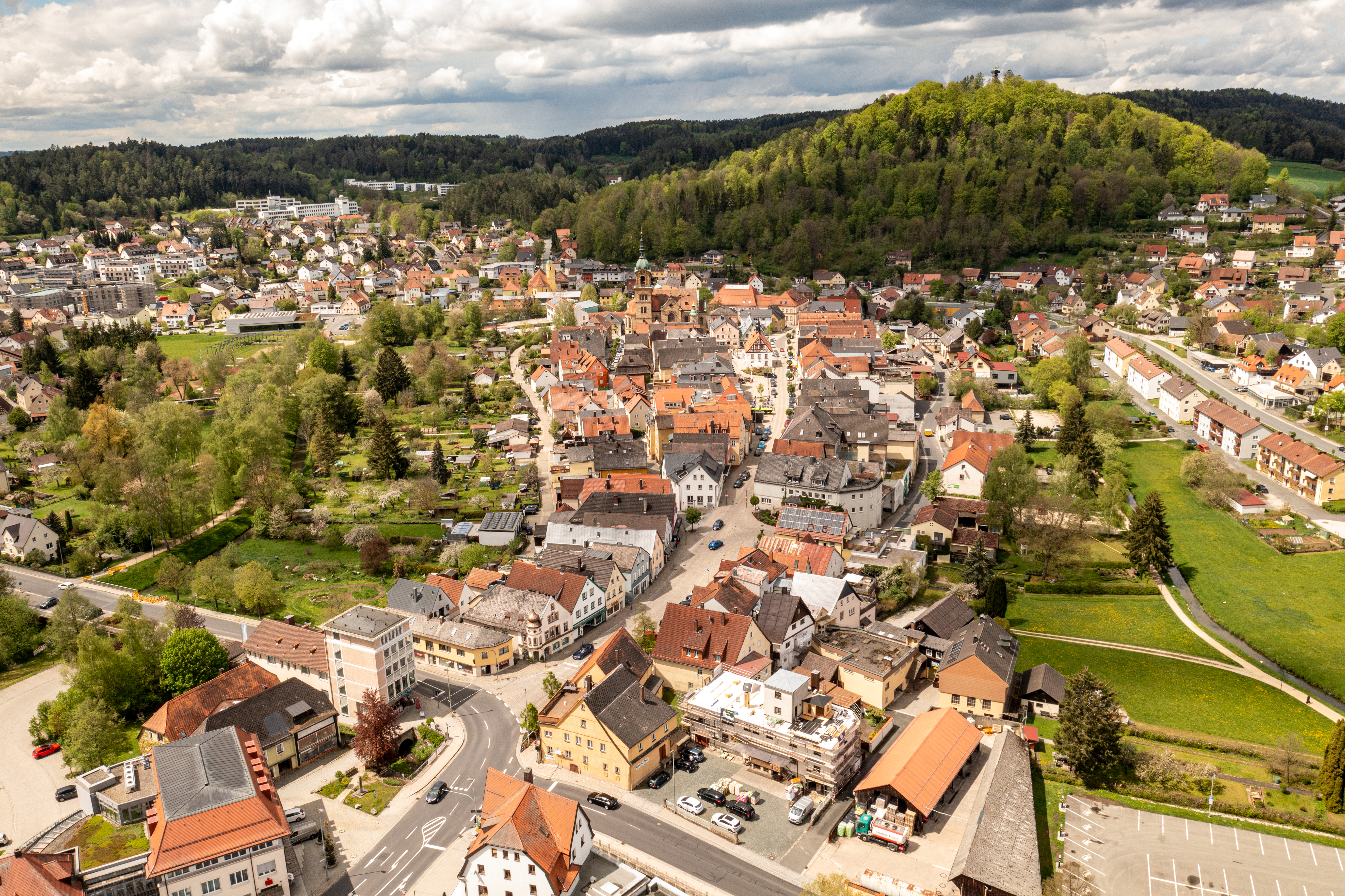
Blick auf die Pegnitzer Altstadt

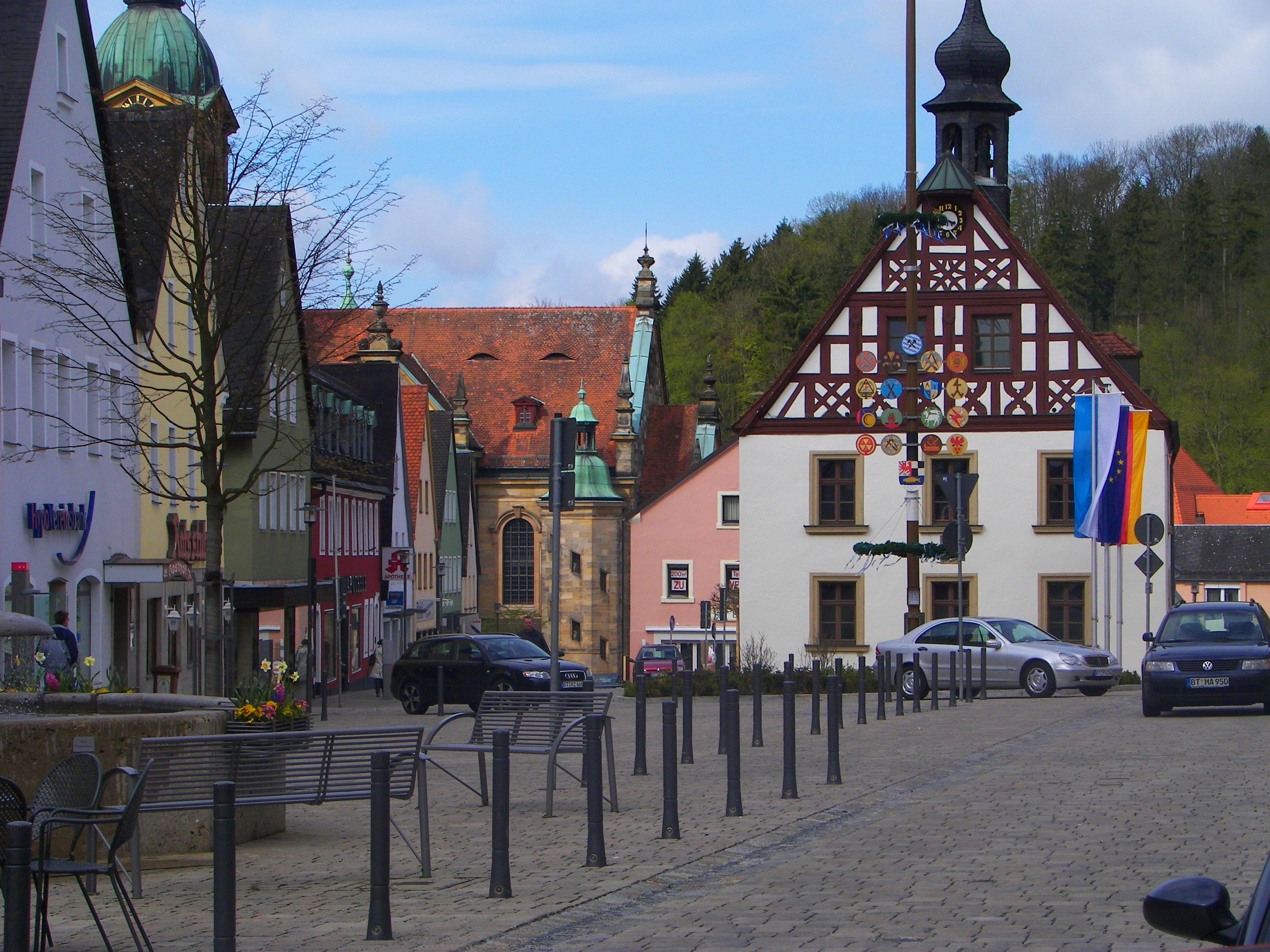
Marktplatz mit dem Alten Rathaus

Pegnitz (ⓘ, oberfränkisch: Bengatz) ist eine Stadt im oberfränkischen Landkreis Bayreuth in Bayern. Sie liegt etwa 60 Kilometer nordöstlich von Nürnberg und etwa 30 Kilometer südlich von Bayreuth. Die Stadt gehört zur Metropolregion Nürnberg und Planungsregion Oberfranken-Ost.

## Geographie

### Geographische Lage
Pegnitz befindet sich am Ostrand der Fränkischen Schweiz, des Nordteils der Fränkischen Alb. Die Pegnitz entspringt in der Kernstadt und wird wenige Meter unterhalb ihrer Quelle von der Fichtenohe gespeist. Direkt westlich der Stadt erhebt sich der Schloßberg und etwas nordöstlich der Zipser Berg.
In der Stadt beginnt die Bayerische Eisenstraße, die auf etwa 120 km Länge bis zur Donau bei Regensburg zahlreiche Industrie- und Kulturdenkmäler verbindet.

### Gemeindegliederung
Es gibt 49 Gemeindeteile (in Klammern ist der Siedlungstyp angegeben):
- Birklmühle (Einöde)
- Bodendorf (Dorf)
- Bronn (Pfarrdorf)
- Buchau (Kirchdorf)
- Büchenbach (ehem. Markt)
- Großkrausmühle (Einöde)
- Haidmühle (Einöde)
- Hainbronn (Dorf)
- Hammerbühl (Dorf)
- Hedelmühle (Einöde)
- Heroldsreuth (Einöde)
- Herrenmühle (Einöde)
- Hollenberg (Weiler)
- Horlach (Dorf)
- Hufeisen-Waldhaus (Einöde)
- Kaltenthal (Dorf)
- Kleinkrausmühle (Einöde)
- Körbeldorf (Kirchdorf)
- Kosbrunn (Dorf)
- Kotzenhammer (Einöde)
- Langenreuth (Dorf)
- Lehm (Weiler)
- Leups (Kirchdorf)
- Leupsermühle (Einöde)
- Lobensteig (Dorf)
- Lüglas (Dorf)
- Nemschenreuth (Dorf)
- Neudorf (Dorf)
- Neuhof (Dorf)
- Oberhauenstein (Einöde)
- Pegnitz (Hauptort)
- Penzenreuth (Weiler)
- Pertenhof (Weiler)
- Reisach (Dorf)
- Rosenhof (Dorf)
- Scharthammer (Einöde)
- Stein (Dorf)
- Stemmenreuth (Dorf)
- Trockau (ehemaliger Markt)
- Troschenreuth (Pfarrdorf)
- Unterhauenstein (Einöde)
- Vestenmühle (Weiler)
- Weidelwangermühle (Weiler)
- Weidmannshöhe (Weiler)
- Willenberg (Dorf)
- Willenreuth (Dorf)
- Wolfslohe (Weiler)
- Ziegelhütte (Einöde)
- Zips (Dorf)

Es gibt auf dem Gemeindegebiet die Gemarkungen Bronn, Buchau, Büchenbach, Elbersberg (Gemarkungsteil 0), Hainbronn, Körbeldorf, Leups, Pegnitz, Penzenreuth, Trockau, Troschenreuth, Veldensteinerforst (Gemarkungsteil 0) und Zips. Die Gemarkung Pegnitz hat eine Fläche von 8,111 km². Sie ist in 4325 Flurstücke aufgeteilt, die eine durchschnittliche Flurstücksfläche von 1875,45 m² haben.

### Nachbargemeinden
Nachbargemeinden sind (von Norden beginnend im Uhrzeigersinn): Creußen, Schnabelwaid, Kirchenthumbach, Auerbach in der Oberpfalz, Neuhaus an der Pegnitz, Betzenstein, Pottenstein und Hummeltal.

### Geotope
- Voitshöhle D83, nordwestlich von Pegnitz (Geotop-Nummer 472H003).
- Dianafelsen westlich von Pegnitz (Geotop-Nummer 472R053).
- Hoher Felsen westlich von Pegnitz (Geotop-Nummer 472R054).
- Dolomitfels Tabakspfeife (Geotop-Nummer 472R055).
- Felsgruppe Auf der Wache östlich von Reisach (Geotop-Nummer 472R057).
- Dolomitfelsen Königskopf bei Bronn (Geotop-Nummer 472R058).
- Dolomitfels mit Höhle Alter Keller D241 westlich von Neudorf (Geotop-Nummer 472R059).
- Hutterichsfelsen südlich von Hainbronn (Geotop-Nummer 472R060).
- Wasserberg, Pegnitz (Geotop-Nummer 472R077).
- Fahnenfels in Pegnitz (Geotop-Nummer 472R132).
- Felsen mit kleinen Rundhöhlen, Lüglas (Geotop-Nummer 472R133).
- Fels mit Habersteinhöhle D222 (Geotop-Nummer 472R132).
- Lochberg, Pegnitz (Geotop-Nummer 472R154).

## Geschichte

### Vom Beginn bis zum Ende des 19. Jahrhunderts
Pegnitz entstand aus zwei Siedlungen. Die eine wurde als „Begenz“ in der Stiftungsurkunde des Klosters Michelfeld vom 6. Mai 1119 erstmals urkundlich erwähnt. Ab 1293 ist die Form „Begniz“ überliefert und ab 1329 der heutige Name. 1347–1355 gründeten die Landgrafen von Leuchtenberg im Schutz einer Burg die Planstadt Pegnitz neu. 1355 verlieh ihr Kaiser Karl IV. die Stadtrechte. Mit der anderen Siedlung, der Altenstadt, wuchs sie erst Jahrhunderte später zusammen. 1357 veräußerten die Landgrafen Ulrich und Johannes von Leuchtenberg die „Stadt und Veste“ (die Neustadt) an Karl IV., der die Stadt dem Königreich Böhmen „inkorporierte“. Bis 1402 gehörte die Stadt Pegnitz zu Böhmen, woran heute noch der Name der Burg Böheimstein erinnert. Von Wenzel, dem Sohn Kaiser Karls IV., 1402 an Johann III., den hohenzollernschen Burggrafen von Nürnberg, verpfändet, blieb Pegnitz über die Jahrhunderte hinweg in hohenzollernschem Besitz, da die böhmische Krone das Pfand nicht einlösen konnte. Ab 1500 lag die Stadt im Fränkischen Reichskreis.
1542 verlieh Markgraf Albrecht Alcibiades das an Anwesen gebundene Braurecht. Damit waren alle Bürger mit einem Anwesen innerhalb der Grenzen des heutigen Stadtzentrums brauberechtigt. Um den Absatz der Pegnitzer Biere zu gewährleisten, durfte in der Altstadt und im Umland nicht gebraut werden. Um 1900 wurden noch mehr als 100 Brauberechtigte gezählt. Da das Bier im Sommer nicht lange Zeit frischgehalten werden konnte und sich Klagen über sauer gewordenes Bier häuften, erließ der Magistrat 1728 eine feste Ordnung. Von Mai bis September durften die brauberechtigten Bürger in einer bestimmten Reihenfolge immer nur für eine Woche ihr Bier im eigenen Haus anbieten, was als „flindern“ bezeichnet wurde. Brauer, die im Brauhaus brauten, waren von dieser Regelung ausgenommen. Im Jahr 1843 waren 57 Brauberechtigte, von denen keiner hauptberuflich Brauer war, in 21 Wochen als Flinderer eingeteilt.
Das ehemalige Obervogtamt des 1792 preußisch gewordenen Fürstentums Bayreuth fiel mit diesem im Frieden von Tilsit 1807 an Frankreich. Mit dem Fürstentum Bayreuth wurde es zunächst unter französische Militärverwaltung gestellt und 1810 gegen eine finanzielle Entschädigung dem Königreich Bayern übergeben. 1818 wurde durch das Gemeindeedikt in Bayern die magistratische Verfassung für Pegnitz eingeführt, die Bürger der Altenstadt waren aber weiterhin nicht gleichberechtigte Bürger der Stadt Pegnitz. Dies änderte sich erst 1876 in einem Vergleich. Pegnitz war die Kreisstadt des Landkreises Pegnitz, bis dieser im Jahr 1972 aufgelöst wurde und Pegnitz zum Landkreis Bayreuth kam.
In Pegnitz bestand im 14. Jahrhundert ein Eisenhammer, der vom Wasser der Pegnitz betrieben wurde. Im Jahr 1890 erfolgte die Errichtung der Eisengießerei Pegnitzhütte.

### 20. Jahrhundert bis zur Gegenwart
Während des Zweiten Weltkriegs waren im Werk Pegnitz der Amag-Hilpert-Pegnitzhütte 1790 Zwangsarbeiter, vorwiegend aus Frankreich und Belgien, eingesetzt. Der 1854 in Nürnberg gegründete Installationsbetrieb hatte sich zu einem Großunternehmen für Armaturen, Rohre und Pumpen entwickelt. Wegen der Gefahr von Luftangriffen wurden 1941 weitere Produktionsabteilungen und 1943 die gesamte Verwaltung nach Pegnitz verlegt.
Im April 1945 flog die vorrückende US-Armee eine Reihe von Tieffliegerangriffen. Am 14. April erfolgte der Einmarsch in die Stadt, im Zuge dessen auch der Wasserhochbehälter am Zipser Berg beschossen wurde, in irrtümlicher Annahme es handle sich um einen Hochbunker. In den Nachkriegsjahren wuchs die Bevölkerungszahl sprunghaft durch den Zuzug von Geflüchteten aus den ehemaligen Ostgebieten und stieg von knapp 4000 Einwohnern zu Kriegsbeginn auf über 9000 Ende der 1960er Jahre.
Bürgermeister Christian Sammet, der in der Nachkriegszeit über 20 Jahre das Amt bekleidete, setzte insbesondere auf den Neu- und Wiederaufbau der Bildungseinrichtungen der Stadt. So kam es in den 50er Jahren einerseits zum Wiederaufbau der Landwirtschafts-, Berufs- und Volksschule und andererseits zur Neueröffnung einer Realschule und des Pegnitzer Gymnasiums.
Beim Absturz eines Hubschraubers CH-47 bei Pegnitz am 18. August 1971 starben 37 US-Soldaten, als ein Transporthubschrauber des Typs CH-47 Chinook der US Army bei der Fischelhöhe nahe der Bundesautobahn 9 abstürzte.

### Eingemeindungen
Im Zuge der Gebietsreform in Bayern wurden am 1. Juli 1972 die Gemeinden Buchau, Büchenbach, Körbeldorf, Penzenreuth, Troschenreuth eingegliedert. Am 1. Januar 1976 kam Bronn hinzu. Hainbronn, Leups und der Markt Trockau sowie Gebietsteile der aufgelösten Gemeinden Elbersberg und Zips folgten am 1. Mai 1978.

### Einwohnerentwicklung
Im Zeitraum von 1988 bis 2018 verringerte sich die Einwohnerzahl von 13.294 auf 13.244 bzw. um 0,4 %. Ein Höchststand wurde am 31. Dezember 1995 mit 14.447 Einwohnern erreicht.

## Politik

### Stadtrat
- SPD: 4
- Grüne: 3
- PEG: 5
- Z.P.: 1
- FWG: 3
- FW: 2
- CSU: 6

Bei den Kommunalwahlen in Bayern 2020 verteilten sich die 24 Sitze des Stadtrats wie folgt:
- Christlich Soziale Union (CSU): 6 Sitze
- Pegnitzer Gemeinschaft (PEG): 5 Sitze
- Sozialdemokratische Partei Deutschlands (SPD): 4 Sitze
- Freie Wählergemeinschaft Pegnitz (FWG): 3 Sitze
- Grüne und unabhängige Bürgerinnen und Bürger (GU): 3 Sitze
- Freie Wähler Pegnitz (FW): 2 Sitze
- Zukunft Pegnitz (Z.P.): 1 Sitz

### Bürgermeister
Bei den letzten Kommunalwahlen wurde Wolfgang Nierhoff von der Pegnitzer Gemeinschaft (PEG) zum Bürgermeister gewählt. Er gewann die Stichwahl mit 61,4 % gegen Werner Lappat von der CSU, der 38,5 % der Stimmen erreichte. Im ersten Wahlgang ausgeschieden waren Uwe Raab (SPD) mit 22,7 %, Thomas Schmidt von der Freien Wählergemeinschaft Pegnitz (12,0 %) und Sandra Huber von den Grünen mit 9,2 %.
- 1952–1972: Christian Sammet[21]
- 1972–1982: Konrad Löhr (FWG)
- 1982–2012: Manfred Thümmler (CSU)[22]
- 2012–2020: Uwe Raab (SPD)
- seit 2020: Wolfgang Nierhoff (PEG)

### Städtepartnerschaften
Partnerstädte von Pegnitz sind:
- Frankreich: Guyancourt in der Île-de-France
- Tschechien: Slaný in der Umgebung von Prag

## Wappen
| Wappen von Pegnitz | Blasonierung: „Geteilt und oben gespalten; vorne in Silber ein halber, golden bewehrter roter Adler mit goldenem Kleestängel auf dem Flügel am Spalt; hinten Vierung der Hohenzollern in Silber und Schwarz; unten in Blau über silbernen Wellen ein goldener Fisch.“ |
| Wappen von Pegnitz | |

## Wirtschaft und Infrastruktur

### Wirtschaft
2019 gab es 5600 sozialversicherungspflichtig Beschäftigte am Arbeitsort, 5754 sozialversicherungspflichtig Beschäftigte am Wohnort und 205 Arbeitslose. Im verarbeitenden Gewerbe gab es sieben Betriebe, darunter ein Werk der KSB Aktiengesellschaft und die Firma Baier und Köppel (BEKA), im Bauhauptgewerbe sieben.
Im Werk Pegnitz des Frankenthaler Pumpen- und Armaturenherstellers KSB waren 2021 rund 1500 Personen tätig. Das zweitgrößte Werk dieses Unternehmens baut für große Industrieanlagen, Bergwerke, Schiffe, Kraftwerke etc. rund 50.000 Pumpen im Jahr.
Bis zum 31. Dezember 1967 war Pegnitz Bergbaustadt. In der Grube Kleiner Johannes wurde Eisenerz gefördert, das mit der Bahn täglich zum Stahlwerk der Voestalpine in Linz transportiert wurde.
Pflaums Posthotel war über Jahrzehnte eines der führenden Luxushotels in Deutschland. Zu den Gästen gehörten u. a. Michael Jackson, Michail Gorbatschow, Andy Warhol und Kardinal Joseph Ratzinger sowie viele klassische Musiker wie James Levine und Leonard Bernstein. Das Hotel wurde 2007 geschlossen und das Gebäude ist mittlerweile vollständig abgebrochen. An selber Stelle ist ein Wohnkomplex mit mehreren Wohneinheiten entstanden.

### Verkehr

#### Straße
Durch Pegnitz führen gebündelt die Bundesstraßen 2 und 85, die unmittelbar westlich des Ortes an die Bundesautobahn 9 anschließen.

#### Schiene

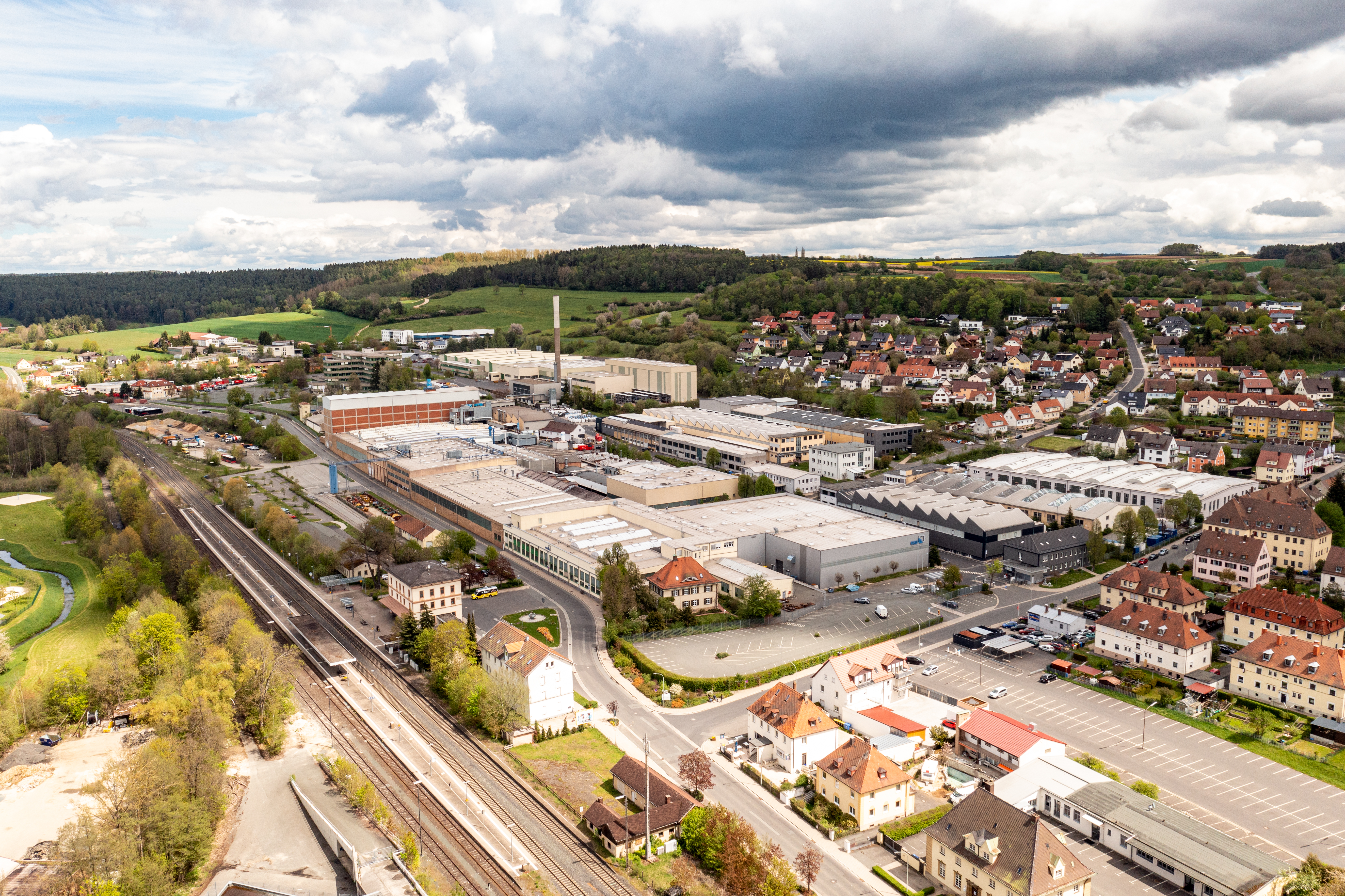
Bahnhof und KSB-Werk Pegnitz

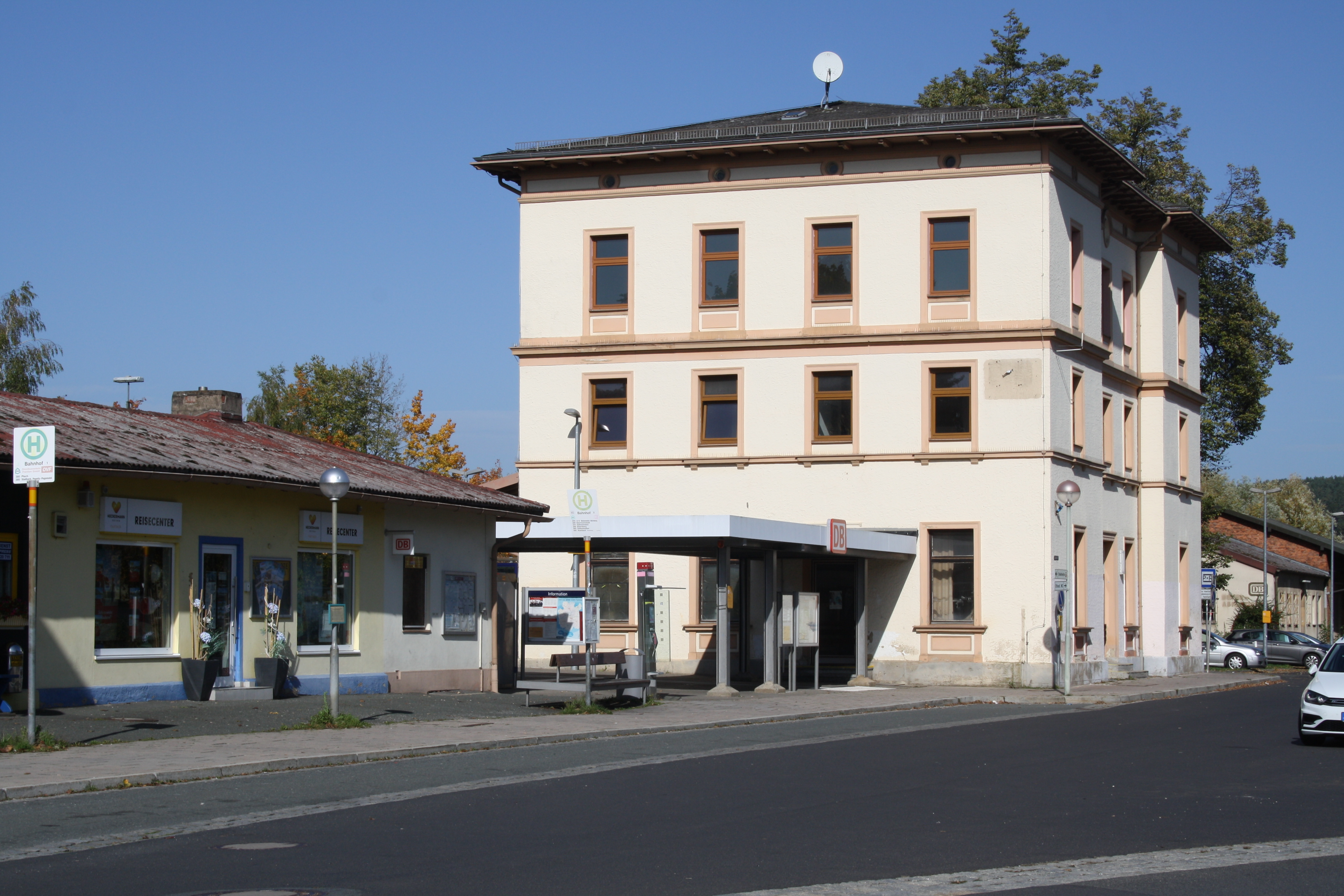
Empfangsgebäude des Bahnhofs Pegnitz

Der Bahnhof Pegnitz liegt an der Bahnstrecke Nürnberg–Cheb und wird von den Regionalexpress-Linien RE 30, RE 31, RE 32 und RE 33 bedient. Durch die Flügelung der zwischen Nürnberg und Pegnitz gemeinsam verkehrenden Triebzüge der Linien RE 30 und RE 31 ist Pegnitz werktags tagsüber einmal pro Stunde mit Marktredwitz und Hof verbunden; dank der zusätzlichen Linien RE 32 und RE 33 werden Nürnberg und Bayreuth mindestens zweimal stündlich erreicht. Pegnitz gehört zum Verkehrsverbund Großraum Nürnberg (VGN).

#### Luftverkehr
Luftfahrzeuge bis 2/4 t MTOW können am Flugplatz Pegnitz-Zipser Berg abgefertigt, be- und entladen sowie betankt werden.

### Energie
Der Windpark Büchenbach wurde 2012/2013 errichtet. Mit dem Kauf durch die Stadt Pegnitz wurde er zum größten kommunalen Windpark Bayerns. Die Stadt Pegnitz hat auch den zweiten Windpark Buchau für 13,5 Millionen Euro gekauft.
- Windpark Büchenbach:  4 Windkraftanlagen Vestas V112-3.0MW (Nennleistung 3 000 kW, Durchmesser 112 m)
- Windpark Körbeldorf: 2 Windkraftanlagen Vestas V126/3450 (Nennleistung 3 450 kW, Durchmesser 126 m)
- Windpark Buchau: 3 Windkraftanlagen: Vestas V112/3300 (Nennleistung 3 300 kW, Durchmesser 112 m)

Der Anteil an erneuerbarer Energie für das Jahr 2013 setzte sich wie folgt zusammen: 29% Windenergie, 0,13 % Wasserkraft, 7 % Photovoltaik und 5 % Bioenergie. Der Gesamtstromverbrauch betrug 81.568 Megawatt.
Im Energiemonitor lässt sich der aktuelle regionale Energiemix beobachten.

## Öffentliche Einrichtungen

### Bildungseinrichtungen
Als „Schulstadt“ bietet Pegnitz heute alle Schularten:
- Grundschule,
- Christian-Sammet-Mittelschule (teilgebundene Ganztagsschule, Mittlere-Reife Zug, Schwerpunkt Musik),
- Realschule Pegnitz,
- Gymnasium Pegnitz, Gymnasium mit Schülerheim (UNESCO-Projektschule),
- Dr.-Dittrich-Förderschule,
- Volkshochschule Pegnitz,

Für die Kleinkinderbetreuung gibt es:
- fünf Kindergärten und
- zwei Kinderkrippen.

Es gibt vier Fachschulen:
- Bayerische Landesjustizakademie,
- Staatliche Hotelfachschule,
- Staatliche Berufsschule,
- Berufsfachschule für Eurohotelmanagement.

### Freizeit und Sport

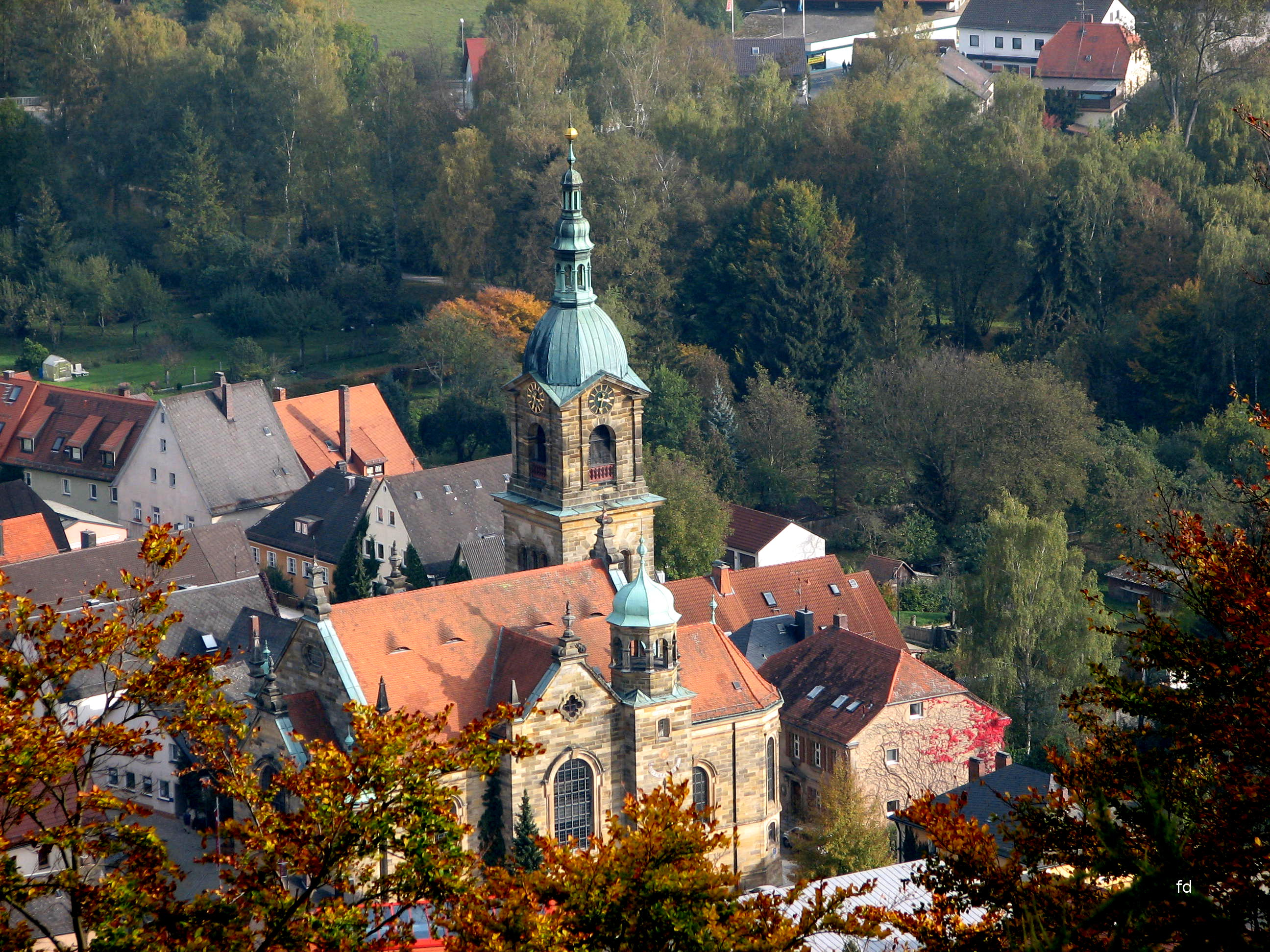
Blick vom Schloßberg auf die Kirche St. Bartholomäus

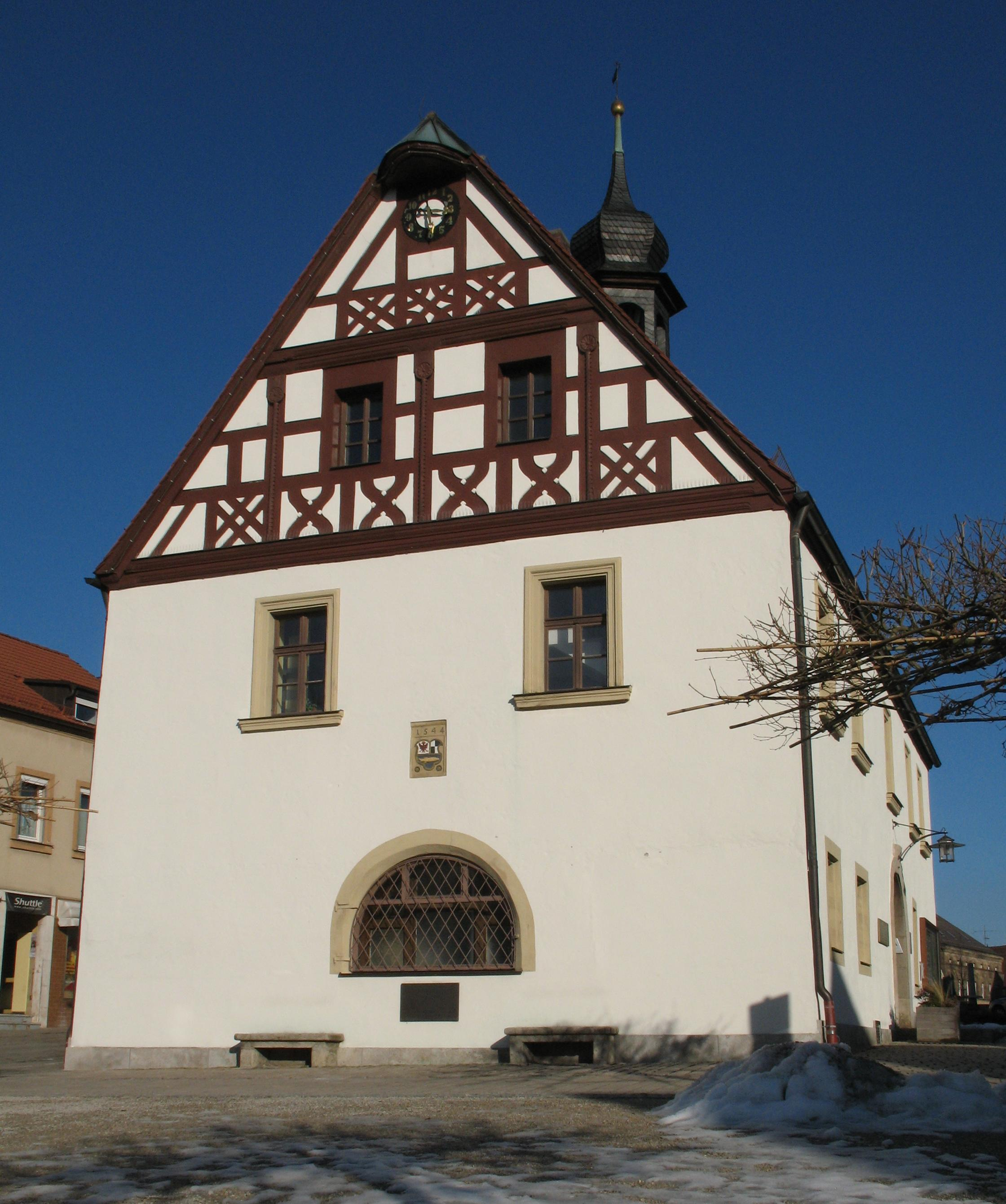
Altes Rathaus

- CabrioSol (beheiztes Freibad und Hallenbad),
- Stadtbücherei Pegnitz,
- Landwirtschaftlicher Lehrpfad,
- Wald- und Imkerpfad,
- Wasserwirtschaftlicher Lehrpfad
- Sportvereine:
- ASV Pegnitz e. V. Mehrspartensportverein mit neun Abteilungen, inkl. Minigolfanlagen und zwei Kegelbahnen,
- EV Pegnitz Ice Dogs e. V., Eishockeyverein im Pegnitzer Kunsteisstadion,
- FC Pegnitz e. V., Fußballverein mit zusätzlichen Sportangeboten,
- MTV Pegnitz 1891 e. V., Turn- und Volleyballverein

### Gesundheitsversorgung und Pflege
- Sana Klinik Pegnitz
- Altenpflegeheim Oertwig[28]
- Evangelisches Brigittenheim Alten- und Pflegeheim[28]
- SeniVita Seniorenhaus St. Elisabeth[28]

### Öffentliche Sicherheit und Ordnung
- Polizeiinspektion Pegnitz[29]
- Bayerische Justizakademie[30]
- Freiwillige Feuerwehr Pegnitz[31]

### Sonstige Behörden
- Stadtverwaltung Pegnitz[32]
- Arbeitsagentur[33]

## Kultur und Sehenswürdigkeiten
Der gesamte erhaltene innere Stadtkern steht als Ensemble unter Denkmalschutz.

### Bauwerke
- Mittelalterliches Rathaus von 1347,
- Zaussenmühle von 1450 mit der Pegnitzquelle,
- Altenstädter Schloss,
- Schloßberg mit Aussichtsturm von 1923,
- Wasserberg mit Karstwunder,
- Stadtpfarrkirche St. Bartholomäus (erbaut 1900),
- Industriedenkmal Bergwerksstollen Erwein II,
- Herz-Jesu-Kirche, moderne Kirche des Architekten Peter Leonhardt,
- Burgruine Hollenberg, spätmittelalterliche Amtsburg, die von Kaiser Karl IV. errichtet wurde,

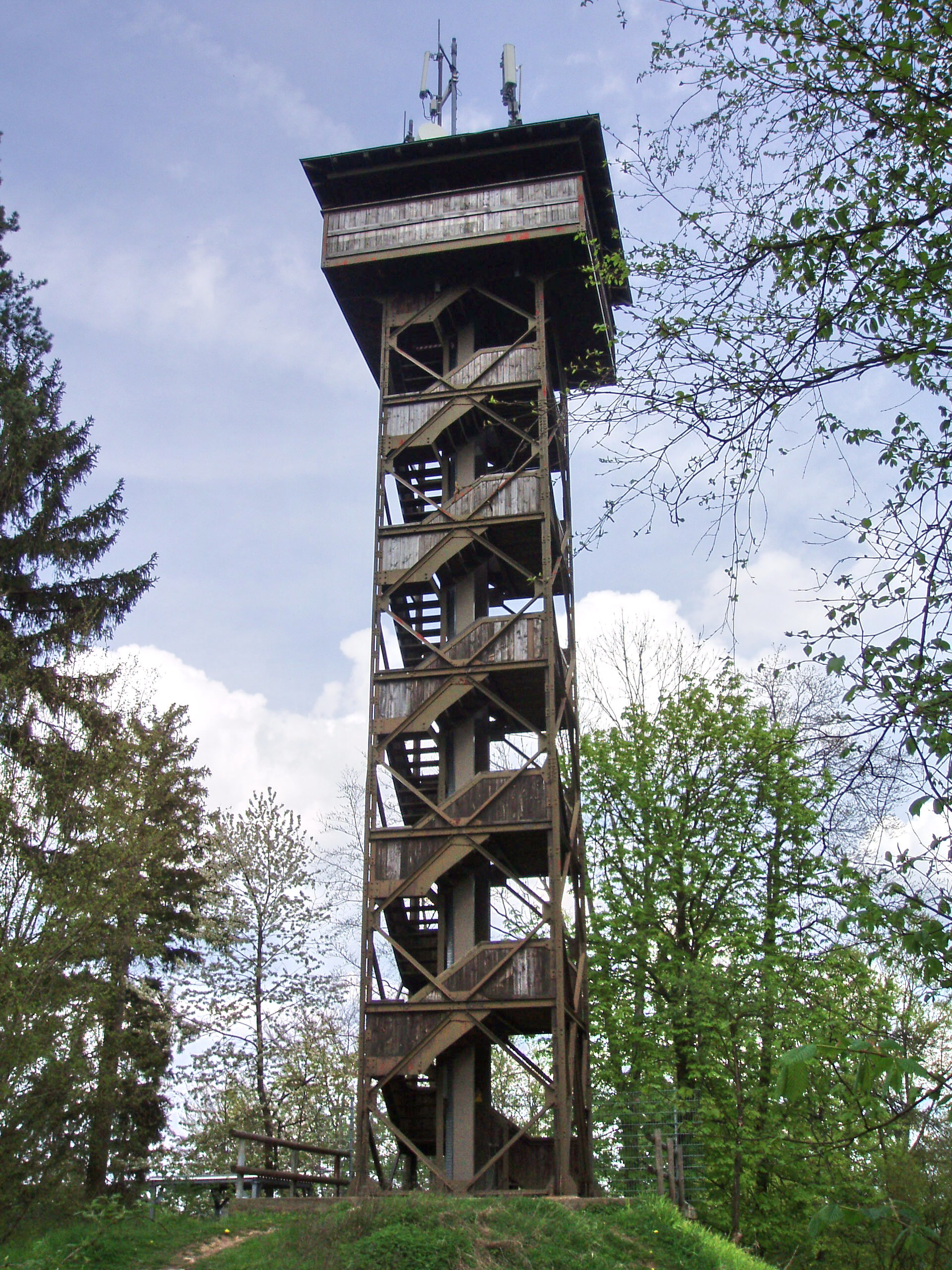
Der Aussichtsturm von 1923

- Pirkenreuther Kapelle, Kirchenruine des abgegangenen Ortes Pirkenreuth,
- St. Mariä Namen (Pegnitz),
- Windpark Büchenbach bei Pegnitz.
- Seit 1982 gibt es am verbreiterten Ende der Hauptstraße, dem ehemaligen Schweinemarkt, das Denkmal eines Schweinehirten.

### Regelmäßige Veranstaltungen
- Pegnitz ist für seinen Weihnachtsmarkt und vor allem wegen der Starkbierzeit „Flinderer“ bekannt. Dabei wird ausschließlich für die Zeit von April bis Mitte Juni ein Starkbier gebraut, das im wöchentlichen Wechsel in verschiedenen Gaststätten ausgeschenkt wird. Dazu gehört eine urige fränkische Küche.[35]
- Jährlich findet das Gregorifest statt, das überwiegend von den Pegnitzer Schülern ausgestaltet wird.
- Von Juli bis August finden in den alten Kirchen und anderen historischen Orten die Pegnitzer Sommerkonzerte statt. Dazu gehören Solokonzerte, Kammermusik in unterschiedlicher Besetzung, Serenaden bis zu Chor- und Orchesterkonzerten.
- Seit 1994 besteht die Veranstaltung „Waldstock Umsonst und draußen“. Das alternative Open-Air-Musikfestival lockt jährlich im Hochsommer bis zu 4000 Besucher sowie zahlreiche nationale und internationale Nachwuchsbands auf die Festwiese des Schlossberges.
- In Pegnitz gibt es jährliche Konzerte der Jugendbergmannskapelle Pegnitz, der Trachtenkapelle Pegnitz, der KSB-Werkskapelle und des Chores Lingua musica.

#### Fränkischer Bratwurstgipfel
Beim fränkischen Bratwurstgipfel in Pegnitz messen sich seit 2011 Metzger aus allen drei fränkischen Regierungsbezirken (Oberfranken, Mittelfranken, Unterfranken) in den Kategorien „Klassische Bratwürste“ und „Kreativbratwürste“. Der Gesamtsieger aus beiden Kategorien erhält den Titel Fränkischer Bratwurstkönig. Wegen der Corona-Krise konnte der Bratwurstgipfel 2020 nicht wie bisher als Großveranstaltung stattfinden wie der 9. Bratwurstgipfel 2019 mit rund 20 000 Teilnehmern. Deshalb wurde vom Veranstalter, dem Verein zur Förderung der fränkischen Bratwurstkultur (VFFB) am 25. Juli 2020 als Ersatz der 1. Tag der Fränkischen Bratwurst durchgeführt.

### Kulinarische Spezialitäten
- Flinderer (Starkbier)
- Pegnitzer Bierbratwurst

## Personen

### In Pegnitz geboren
- Hans Gentner (1877–1953), Politiker (SPD)
- Bernhard Schmidt (1890–1960), Kommandant der Konzentrationslager Lichtenburg und Sachsenburg
- Albrecht Haas (1906–1970), Jurist und Politiker (FDP)
- Fritz Gentner (1915–2002), Politiker (SPD)
- Hans Scheuerlein (1919–1981), Gewerkschafter und Politiker (SPD)
- Elsbeth Härtle (1936–2004), Handballspielerin
- Karl Heinz Neukamm (1929–2018), Rektor der Rummelsberger Diakonie und Präsident des Diakonischen Werks der EKD
- Peter Klement (* 1959), Brigadegeneral der Bundeswehr
- Uwe Schreml (* 1960), Fußballspieler
- Rainer Ludwig (* 1961), Politiker (Freie Wähler)
- Hans Jürgen Böhmer (* 1967), Vegetations- und Landschaftsökologe
- Thomas Hieke (* 1968), römisch-katholischer Theologe
- Michael Starke (* 1969), Komponist, Pianist und Chorleiter
- Daniela Held (* 1978), Fußballspielerin und -trainerin
- Daniel Nitt (* 1981), Musiker
- Florian Wiedemann (* 1981), Politiker (Freie Wähler)
- Sebastian Wiegärtner (* 1983), Kameramann
- Michael Liewald (* 1990), Musiker und Designer
- Tim Pargent (* 1993), Politiker (Bündnis 90/Die Grünen)
- Maximilian Lux (* 1995), deutscher Handballspieler

### Personen mit Bezug zur Stadt
- Menderes Bağcı, (1984), Musiker und Entertainer
- Norbert Josef Pitrof (1907–1995), Kunstmaler und Modellbahner
- Wilhelm Lai (1909–1943), Widerstandskämpfer in der Zeit des Nationalsozialismus
- Juliette Menke (* 1981), Theater- und Fernsehschauspielerin, war Ensemblemitglied im Theater Schall und Rauch
- Karolina Lodyga (* 1984), deutsche Schauspielerin[40]

## Trivia
Pegnitz ist Namenspatron eines Minensuchboots der deutschen Marine (Ensdorf-Klasse, Kennung M1090), im Dienst seit dem 8. März 1990.